# 大槻知忠
大槻 知忠 （おおつき ともただ、1965年 - ）は、日本の数学者。京都大学数理解析研究所教授。専門はトポロジー。
世界で初めてヴァシリエフ不変量（有限型不変量）を一般の3次元多様体に拡張した。非常に強力な量子不変量であるコンツェビッチ不変量（普遍不変量）から3次元多様体の普遍摂動不変量（LMO不変量）を構成した。さらにこれらの結果を基に3次元多様体の普遍有限型不変量を構成した。これらの業績によって世界的に知られるトポロジスト。
3次元における不変量の未解決問題集 "Problems on invariants of knots and 3-manifolds" を編纂した。

## 学歴
- 1984年 - 大阪府立北野高等学校卒業[1]
- 1988年 - 東京大学理学部数学科卒業
- 1990年 - 東京大学大学院理学系研究科数学専攻修士課程修了
- 1994年 - 東京大学より博士の学位を取得（論文博士）

## 職歴
- 1990年 - 東京大学助手
- 1994年 - 東京工業大学助教授
- 2002年 - 東京大学助教授
- 2003年 - 京都大学助教授（2007年から准教授）
- 2010年 - 京都大学教授

## 受賞・講演歴
- 1998年 - 日本数学会幾何学分科会幾何学賞：3次元多様体の有限型不変量に関する研究業績
- 1998年 - ICM招待講演（ベルリン）[2]
- 2001年 - 手島工業教育資金団藤野研究賞：3次元多様体の摂動的不変量と有限型不変量と普遍有限型不変量
- 2003年 - 日本数学会春季賞：3次元多様体の量子不変量の研究
- 2007年 - 日本学術振興会日本学術振興会賞：結び目と3次元多様体の不変量の研究

## 関連人物
- マキシム・コンツェビッチ
- ヴィクトル・バシリエフ
- 村上斉
- 村上順